# 井戸謙一
井戸 謙一（いど けんいち、男性、1954年3月24日 - ）は、日本国の弁護士であり、元裁判官である。

## 略歴
大阪府生まれ。1975年（昭和50年）司法試験に合格。1977年東京大学教育学部卒業、同年司法研修所入所。1979年（昭和54年）4月9日、神戸地方裁判所に判事補として任官し、以後、甲府地方裁判所、福岡家庭裁判所小倉支部、大津地方裁判所彦根支部（判事任官）、大阪地方裁判所（大阪高等裁判所判事職務代行）、山口地方裁判所宇部支部（支部長）、京都地方裁判所、金沢地方裁判所（民事部総括）、京都地方裁判所（民事部総括）、大阪高等裁判所と転勤し、2011年（平成23年）3月31日に退官。

## 主な担当訴訟
裁判長として、住民基本台帳ネットワークシステム差止等請求事件（金沢地方裁判所平成14年（ワ）第836号等、2005年（平成17年）5月30日判決言い渡し）や、志賀原子力発電所2号原子炉運転差止請求事件（同裁判所平成11年（ワ）第430号、2006年（平成18年）3月24日判決言い渡し）といった著名事件の判決に関与した。
そのほか、裁判官として関与した判決には、上に挙げた事件の判決（いずれも請求認容）のほか、一票の格差をめぐって1992年（平成4年）7月26日施行第16回参議院議員通常選挙の大阪府選挙区における選挙が違法であることを宣言した判決（大阪高等裁判所平成4年（行ケ）第5号、1993年（平成5年）12月16日判決言い渡し、主任裁判官として関与）、葬儀場に対して目隠しフェンスのかさ上げ等を命じた判決（京都地方裁判所、2008年（平成20年）9月16日判決言い渡し、単独制裁判官として担当）などがある。
退官後の井戸は、滋賀県弁護士会に入会し、滋賀県彦根市内の法律事務所に弁護士として勤務している。弁護士としては湖東記念病院事件の再審請求に弁護団長として関わっている。

## 関連文献
- 神坂さんの任官拒否を考える市民の会 編『原発を止めた裁判官 井戸謙一元裁判官が語る原発訴訟と司法の責任』現代人文社〈GENJINブックレット61〉、2013年8月15日。ISBN 978-4-87798-558-5。